# غلازونوفكا (مقاطعة أوريول)
غلازونوفكا (بالروسية: Глазуновка) هي مدينة في مقاطعة أوريول أوبلاست في روسيا.